# Церква святого Симеона (Задар)
Це́рква свято́го Симео́на, або це́рква свято́го Шимуна (хорв. Crkva sv. Šime) — церква у м. Задарі (Хорватія). 
Найбільш рання церква була збудована ще у V столітті. Вона була присвячена Св. Стефану Першомученику. Впродовж століть її збільшували та добудовували. Остання велика перебудова була проведена в першій половині XVII століття.
За головним вівтарем зназодиться позолочений срібний ковчег Св. Симеона (1381 року) — один із найцінніших та найважливіших пам'ятників хорватського ювелірного мистецтва. 

## Історія і опис
Церква носить ім'я найпопулярнішого задарського святого — Симеона з 1632 року, коли його останки, що спочивають у срібному ковчезі, були перенесені до цієї церкви. Раніше, у короткий проміжок з 1567 по 1632 роки, церква була присвячена Вознесінню Богородиці, оскільки тоді вона замінила щойно знесену церкву Св. Марії Великої. 
Однак, ця церква дуже стара. Вона була збудована ще у V столітті, і була присвячена Св. Стефану Першомученику. Від цієї ранньої трьохнефної церкви нещодавні дослідження виявили південну стіну, верхня частина якої розкривається сімома двохарочними вікнами, а внизу були знайдені і залишки справжніх дверей. Цей прошарок церкви представлений на огляд після великих реставраційних робіт, проведених в кінці 1980-х років.
Церква за свою історію зазнала низку перебудов та добудов. Сучасний стан об'єкту показує, що певні зміни були проведені і в період готики. Це передусім помітно на північній стіні, на якій були знайдені готичні вікна і невеликий портал з люнетом і вписаним у нього образом Богородиці. З внутрішньої сторони стіни були знайдені також фрески, виконані у готичному стилі. Збереглись дані про те, що майстер Нікола Арбусьянич в 1403 році збудував овальну дерев'ну стелю для тодішньої базиліки Св. Стефана.
Головний портал церкви був споруджений у 1572 році у маньєристичному стилі, у той час, коли церква була присвячена Богородиці, свідоцтвом чого є зображення її із немовлям на фронтоні. Бокові портали, менші за головний, також датуються XVI століттям. Головні перебудови в барочному стилі були проведені у церкві під час її перейменування у церкву Св. Симеона. До цього періоду відноситься і сучасний головний фасад. На місці апсиди старохристиянської базиліки створена нова вівтарна частина квадратної форми. Її формують дві міцні пілястри, в які упирається широка монументальна арка, і архітрави з кожного боку. З цією добудовою, церква стала суттєво видовженою, і її вівтарна частина набула набагато поважнішошо вигляду. Вівтарна частина була перероблена тому, що хотілося більш урочисто помістити і виставити срібний ковчег із реліквіями святого. 
В бокових нефах церкви знаходяться декілька цінних вівтарів. В церковній захристі зберігаються численні зразки підсвічників і церковної посуду, здебільшого барочного стилю. Найціннішим предметом захристі вважається готичний потир з емальованими анжувійськими гербами XIV століттям. Потир безсумнівно є дарунком короля Людовика та його дружини королеви Єлизавети.
У просторі перед вівтарем знаходиться саркофаг із ликом Св. Симеона. Це саркофаг XIII століття, в якому раніше знаходилося тіло святого.
Дзвіниця церкви Св. Симеона була збудована в 1707 році. На фризі знаходяться метопи з напівфігурами пророків, які були сюди перенесені із фасаду незакінченої церкви Св. Симеона, що знаходилась на території, де тепер розмістився міський ринок.

## Ковчег Св. Симеона
Позолочений срібний ковчег Св. Симеона — найцінніший та найважливіший пам'ятник хорватського ювелірного мистецтва. Він був виготовлений у 1381 році і був дарунком угорсько-хорватської королеви Єлизавети Котроманич, дружини короля Людовика I Анжуйського. Її уповноважені, п'ятеро задарських дворян, уклали угоду із ювеліром Франьо з Мілану, що мешкав у Задарі. У роботі над ковчегом йому допомагав ювелір Міховіл Дамьянов.